# Cyrtophora parangexanthematica
Cyrtophora parangexanthematica là một loài nhện trong họ Araneidae.
Loài này thuộc chi Cyrtophora. Cyrtophora parangexanthematica được Alberto Barrion & James A. Litsinger miêu tả năm 1995.

## Hình ảnh

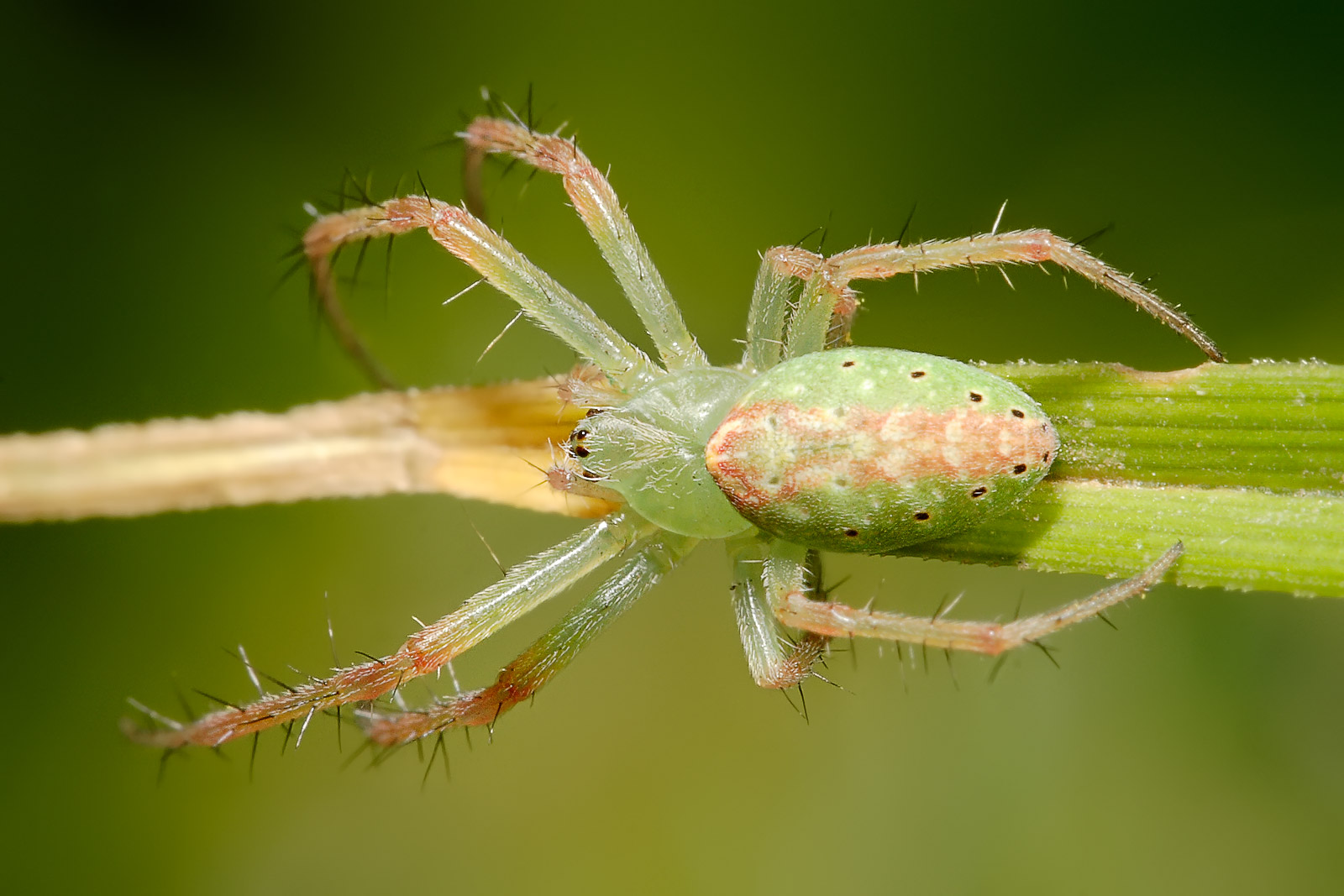
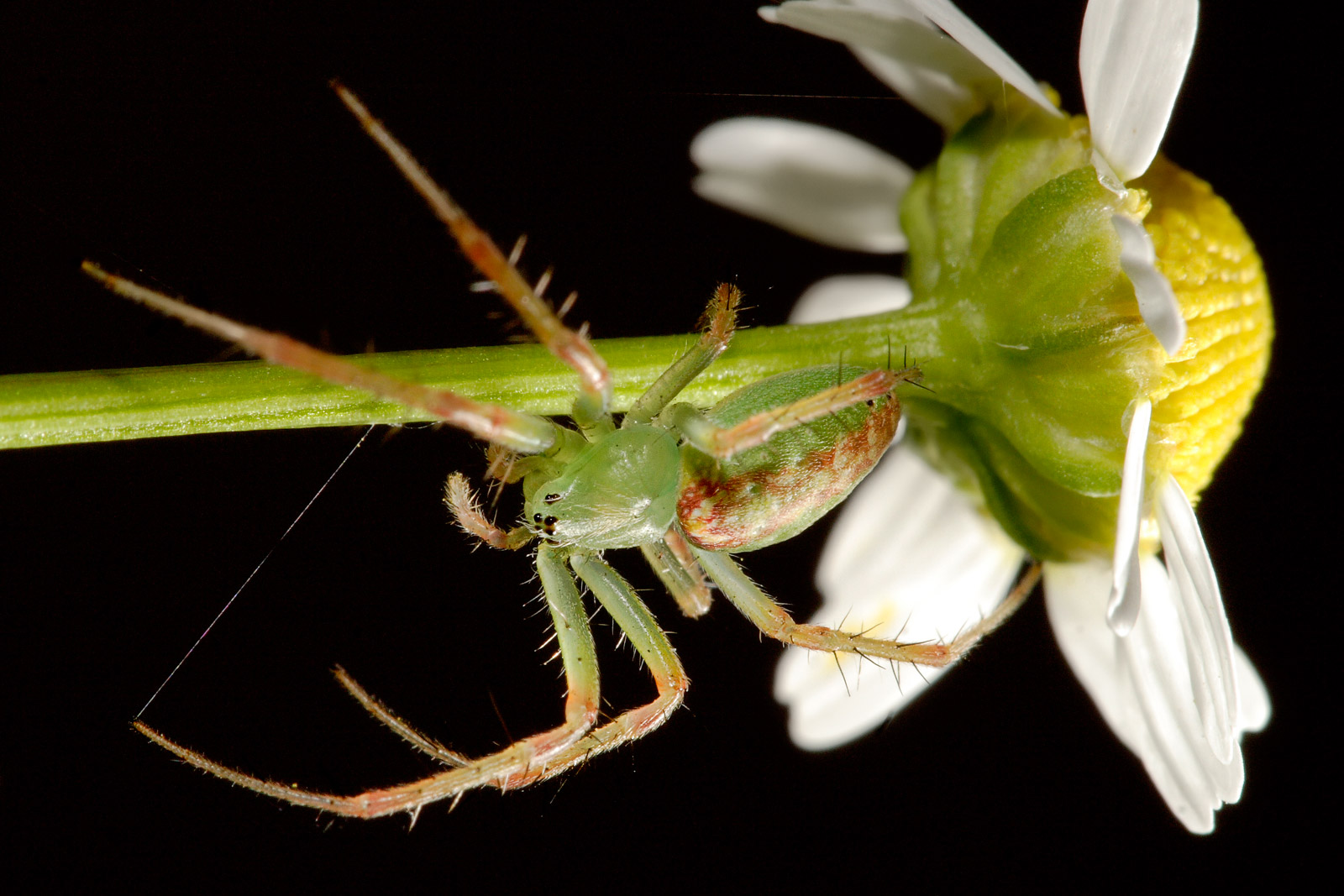